# قمری-کوکوی نواری
قمری-کوکوی نواری (نام علمی: Macropygia unchall) نام یک گونه از سرده قمری-کوکو است.